# Norbert Kraus
Norbert Kraus (* 17. Juni 1957 in Aachen) ist ein deutscher Bildhauer und Medienkünstler.

## Leben und Werk
Norbert Kraus studierte Bildhauerei von 1976 bis 1985 an der Kunstakademie Düsseldorf bei Erwin Heerich. 1985 absolvierte er das 1. Staatsexamen für die Sekundarstufe II in Kunst und Philosophie. 
Seit 1993 übernahm Kraus eine Lehrtätigkeit an der Schule für Kunst und Theater Neuss und erhielt in den Jahren 2006/07 eine Gastprofessur an der Hochschule der Bildenden Künste Saar. In den Jahren 2013/17 war er als Dozent an der Berliner Technischen Kunsthochschule tätig und lehrt seit 2018 an der Mediadesign Hochschule in Düsseldorf.
Norbert Kraus lebt in Düsseldorf.

## Auszeichnungen
- 1982 wurde er zum Meisterschüler ernannt
- 1983 erhielt er den Gebhard-Fugel-Kunstpreis
- 1984 erhielt er ein Stipendium des Landes Nordrhein-Westfalen zu einem Studium in der Cité Internationale des Arts Paris
- 1985 erhielt er das Karl-Schmidt-Rottluff-Stipendium

## Einzelausstellungen
- 1992:  Kulturforum Alte Post, Neuss
- 1998:  Galerie Wolfram Bach, Düsseldorf
- 2001:  Galerie Wolfram Bach, Düsseldorf
- 2001:  Raum für Kunst, Aachen
- 2005:  Institut für Bildnerisches Denken, Grenzach-Wyhlen
- 2018:  Neuer Wuppertaler Kunstverein, Städtische Galerie Iserlohn (mit Katharina Mayer)

## Gruppenausstellungen (Auswahl)
- 1985: Jürgen Ponto Stiftung, Kunstverein Frankfurt, Kunstpalast Düsseldorf
- 1987: Ausstellungshallen Mathildenhöhe Darmstadt
- 1998: Galerie Wolfram Bach, Düsseldorf
- 2001: Trendwände, Kunstraum Düsseldorf
- 2006: 2. Biennale der Zeichnung, Kunstverein Eislingen
- 2014: Galerie Abtart, Stuttgart
- 2016: Daimon, onomato künstlerverein Düsseldorf
- 2017: mono, onomato künstlerverein, Digitale Düsseldorf
- 2018: 00000100 in a material world, onomato künstlerverein, Digitale Düsseldorf
- 2018: konvolution, Osthaus Museum, Hagen